# Bataille de Dadaejin
 (septembre 2016).
Guerre Imjin
La bataille de Dadaejin, avec le siège de Busan, est une des premières batailles de la guerre Imjin. Toutes deux se déroulent presque simultanément en 1592. Dadaejin est également transcrit « Tadaejin ».

## La bataille
Les Japonais débarquent rapidement au port et avancent sur la forteresse. La bataille oppose le commandant coréen Yun Heung-sin (Hangul : 윤흥신 Hanja : 尹興信) à Konishi Yukinaga, premier commandant de la 1re division de l'armée japonaise. Yun Heung-je (Hangul : 윤흥제 Hanja : 尹興梯), le frère de Yun, est également présent à la bataille. Yun conduit rapidement ses troupes auprès des murs pour s'y protéger tandis que Konishi débarque dans le port et charge, en utilisant la même tactique que Sō Yoshitoshi de drainage du fossé sous la couverture du feu des arquebuses. Ces armes prennent au dépourvu la garnison coréenne de Dadaejin. Comme au siège de Busan, les soldats coréens sont terrifiés par les arquebuses et incapables de les contrer efficacement.
Les Coréens sont incapables d'empêcher les Japonais de drainer le fossé et d'avoir ainsi un accès direct aux remparts. Les Japonais utilisent des tours de siège, des échelles et la couverture des arquebuses comme défense contre les barrages de flèches et de pierres lancés par les Coréens.
Yun attend que la première ligne de défense soit enfoncée, feint une retraite et monte une contre-attaque massive qui prend les Japonais par surprise. Cependant, après une féroce mêlée, les principaux murs sont ouverts et la ville est prise. Comme Busan, Dadaejin est pillée, brûlée et presque toute sa population civile massacrée.

## Conclusion
Konishi sécurise Dadaejin pour les débarquements de renforts. Il regroupe immédiatement son armée et marche vers Séoul, objectif principal de l'armée japonaise. Konishi et Sō Yoshitoshi, les assaillants de Busan, rencontrent peu de résistance au cours de leur cheminement (voir Bataille de Chungju et  Bataille de Sangju). Leur incapacité à défendre le col de Choryang, poste stratégique défensif, oblige les Coréens à la retraite et les armées japonaises atteignent la périphérie de Séoul en moins d'un mois.

## Source de la traduction
- (en) Cet article est partiellement ou en totalité issu de l’article de Wikipédia en anglais intitulé « Battle of Dadaejin » (voir la liste des auteurs).